# Bolsa de Tokio
La Bolsa de Tokio (東京証券取引所 Tōkyō Shōken Torihikijo?) (TSE), es la segunda bolsa de valores más grande del mundo (tras la Bolsa de Valores de Nueva York) y está destinada a la negociación en exclusiva de las acciones y valores convertibles o que otorguen derecho de adquisición o suscripción.
Los principales índices de la Bolsa de Tokio son el Nikkei 225, índice de compañías elegidas por el "Nihon Keizai Shimbun" (el periódico de negocios más grande de Japón), el TOPIX y el J30 (índice de grandes compañías industriales).
El sistema de negociación utilizado se denomina CORES (Computer assisted Order Routing and Execution System).
La bolsa es propiedad del Japan Exchange Group (JPX), un holding que también cotiza. JPX se formó a partir de su fusión con el Osaka Exchange; el proceso de fusión se inició en julio de 2012, cuando dicha fusión fue aprobada por la Comisión de Comercio Justo de Japón. El propio JPX se lanzó el 1 de enero de 2013.
El 5 de noviembre de 2024, la TSE implementó el sistema arrowhead 4.0, extendiendo la sesión de bolsa de valores en aproximadamente 30 minutos, con cierre a las 15:30 (JST) y la introducción de una subasta de cierre para mejorar la transparencia en la formación del precio final

## Descripción general
La TSE se constituye como una kabushiki gaisha (sociedad anónima) con nueve directores, cuatro auditores y ocho ejecutivos. Su sede se encuentra en 2-1 Nihonbashi-Kabutochō, Chūō, Tokio que es el mayor distrito financiero de Japón.
Los principales índices que siguen la mercado de valores de la TSE son el índice Nikkei 225 de empresas seleccionadas por el Nihon Keizai Shimbun (el mayor periódico económico de Japón), el índice TOPIX basado en los precios de las acciones de las empresas Prime, y el índice J30 de grandes empresas industriales mantenido por los principales periódicos de gran tirada de Japón. También hay activos mercado de bonos y mercado de futuros.
Noventa y cuatro sociedades de valores nacionales y 10 extranjeras participan en la negociación de la TSE.

### Club de prensa
El club de prensa de la Bolsa, llamado Kabuto Club (兜倶楽部 Kabuto kurabu?), se reúne en la tercera planta del edificio de la EET. La mayoría de los miembros del Club Kabuto están afiliados al Nihon Keizai Shimbun, Kyodo News, Jiji Press, o a cadenas de televisión de negocios como Bloomberg LP y CNBC. El Club Kabuto suele estar más concurrido durante los meses de abril y mayo, cuando las empresas públicas publican sus cuentas anuales.

## Estructura
La Bolsa de Tokio está estructurada en diferentes mercados o secciones:  
- First Section (Primer mercado): cotizan los valores más importantes y de mayor capitalización (blue chips) donde se encuentran los componentes del Nikkei.
- Second Section (Segundo mercado): cotizan compañías más pequeñas y de menor volumen de negocio.
- Foreign Section (Mercado extranjero): cotizan compañías extranjeras.
- Mothers (Empresas madres):  compañías de alto crecimiento e innovadoras.

## Datos
- Nombre     : Tokyo Stock Exchange, Inc.
- Dirección : 12 directores, 4 auditores, 9 consejeros
- Address    : 2-1 Nihonbashi-kabutocho, Chuo-ku, Tokio, Japón
- Fundación  : 15 de mayo de 1878
- Capital    : 11.500 millones de yenes
- Acciones   : 2.300.000 acciones
- Empleados  : 737 personas

- Compañías adscritas 2.302 
  - Nacionales 2.271
  - Extranjeras 31
- Capitalización bursátil
  - 332.133.153.000.000 yenes

## Historia

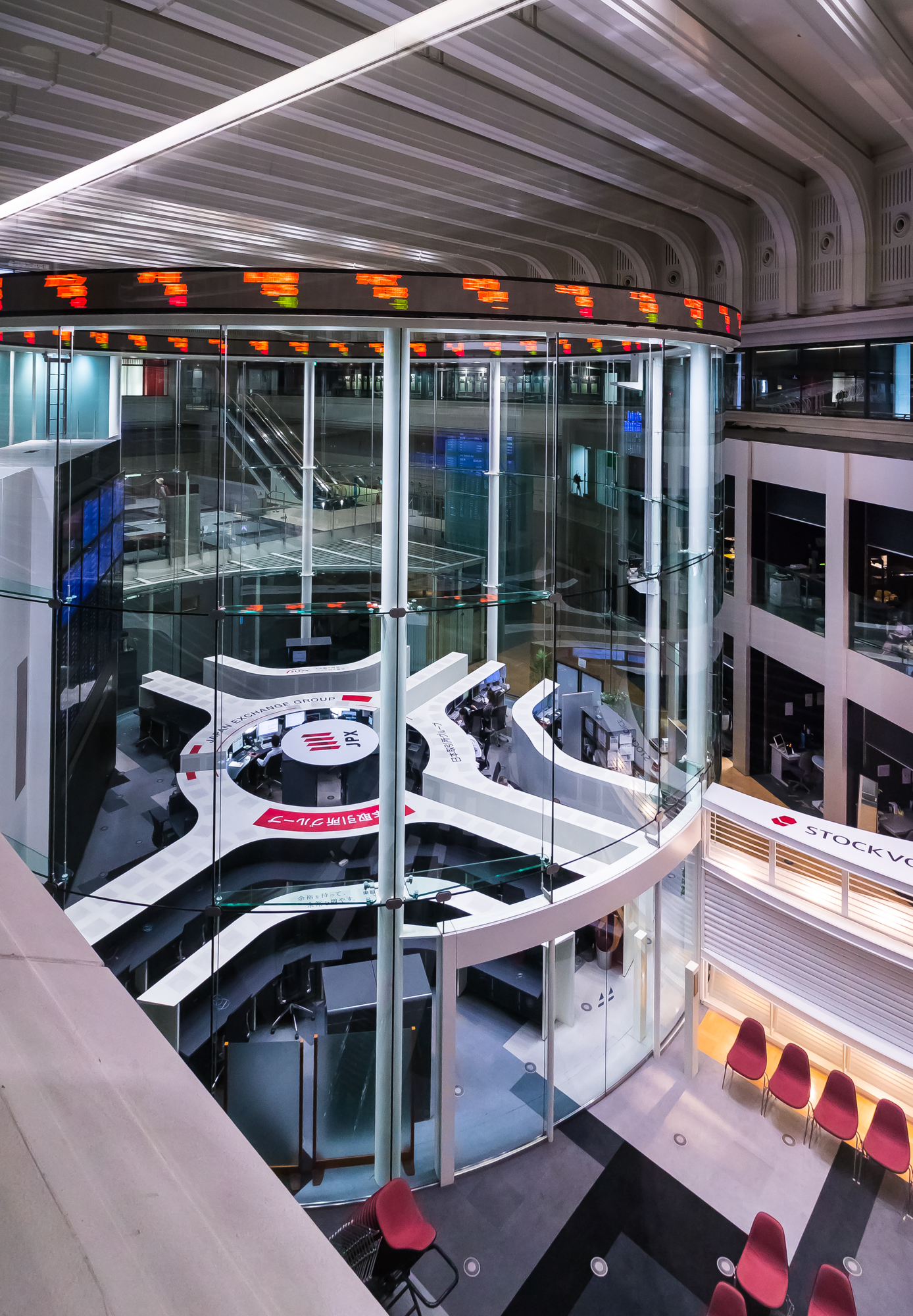
Bolsa de Tokio.

- 5 de mayo de 1878 - La Bolsa de Tokio es fundada.
- 1 de junio de 1878 - Comienza el comercio.
- 30 de junio de 1943 - 11 bolsas en todas partes de Japón (Incluyendo al TSE) fueron unificadas en una corporación casi-pública al servicio de los intereses industriales y militares del imperio.

### Preguerra
La Bolsa de Tokio se creó el 15 de mayo de 1878, como Tokyo Kabushiki Torihikijo (東京株式取引所?   también significa literalmente Bolsa de Tokio y abreviado como  (東株 Tōkabu?)) bajo la dirección del entonces-Ministro de Finanzas Ōkuma Shigenobu y el defensor del capitalismo Shibusawa Eiichi. Las operaciones comenzaron el 1 de junio de 1878.
En 1943, la bolsa se combinó con once  otras bolsas de las principales ciudades japonesas para formar una única Bolsa de valores japonesa (日本証券取引所 Nippon Shōken Torihikisho?). La bolsa combinada se cerró el 1 de agosto, días antes del bombardeo de Hiroshima.
- 10 de agosto de 1945 - El empeoramiento de las condiciones de guerra y los ataques aéreos a la isla principal de Japón, forzaron al mercado de valores a suspender sus sesiones de comercio sobre todos los mercados de valores.
- Segunda Guerra Mundial - Después de la Segunda Guerra Mundial, en marzo de 1947, se promulgó la Ley de Valores y Mercados japonesa que es el marco regulador actual.

### Posguerra

Logotipo utilizado antes de la fusión con JPX

La Bolsa de Tokio reabrió sus puertas con su actual nombre japonés el 16 de mayo de 1949, en virtud de la nueva Ley del Mercado de Valores.
El auge de la TSE de 1983 a 1990 no tuvo precedentes, en 1990 representaba más del 60% de la capitalización bursátil mundial (con diferencia la mayor del mundo) antes de caer precipitadamente en valor y situarse como la 4ª bolsa del mundo por capitalización bursátil de acciones cotizadas.
El edificio actual de la TSE se inauguró el 23 de mayo de 1988, sustituyendo al edificio original de la TSE de 1931, y el parqué de la TSE se cerró el 30 de abril de 1999, para que la bolsa pudiera cambiar a la negociación electrónica para todas las transacciones. Un nuevo edificio, llamado TSE Arrows (東証アローズ Tōshō Arrows?), se inauguró el 9 de mayo de 2000. En 2010, el TSE puso en marcha su sistema de negociación Arrowhead.
- 16 de mayo de 1949 - Se reinician las sesiones comerciales tras la guerra, bajo el patrón regulador adoptado en 1947 por la Bolsa de Tokio.
- 1971 - La bolsa de Tokio adoptó el sistema de anotaciones en cuenta para acciones.
- 1973 - Se determina la sección de acción extranjera.
- 1982 - Introducción del sistema CORES (Computer assited Order Routing and Execution System), con lo que comenzó la transformación del mercado de corros en el mercado informático que conocemos hoy, uniendo los cinco mercados japoneses en un moderno mercado continuo.

## Formas de negociación: Fijación del precio
La Bolsa de Tokio, como cualquier otro mercado de valores del mundo, tiene como cometido poner en contacto oferta y demanda con el fin de establecer precios competitivos. Y para alcanzar este objetivo las diferentes bolsas recurren a distintos mecanismos y formas de negociación. 
En la TSE, podemos distinguir tres “reglas de juego” diferentes, de acuerdo al momento y las condiciones que se estén dando. Estas tres formas son: Itayose, Zabara y las subastas.
- Itayose: Este sistema se utiliza para fijar precios de apertura y cierre de cada una de las dos sesiones diarias y para fijar el nuevo precio inicial tras una parada de negociación (trading hault). El último caso en que se usa es para fijar un precio tras una cotización especial (special quote). Bajo este sistema todas las órdenes que se introducen en el libro registro de anotaciones se tratan como simultáneas, es decir que se suprime la prioridad de tiempo. Como se calcula este precio de equilibrio, es algo que viene determinado por el volumen agregado de órdenes de compra y venta que existen. De hecho, el precio que resulta de una negociación con el método Itayose será aquel que equilibre en mayor medida oferta y demanda, ejecutando las órdenes de compra/venta con precios superiores/inferiores al de equilibrio.

- Zaraba: Es el método de fijación de precios que se usa en la negociación continua de las sesiones. Es la ejecución habitual de las órdenes de oferta y demanda tras la fijación del precio inicial. A medida que nuevas órdenes llegan al libro registro, estas se agregan a las ya existentes y se ejecutan si procede, o se almacenan en espera de ser ejecutadas.

- Subastas (ToSTNeT-1 y ToSTNeT-2): Estos dos mecanismos fueron introducidos en 1997 y 1998 respectivamente y son básicamente sistemas electrónicos de negociación en subastas y tienen como fin facilitar el comercio de grandes volúmenes de acciones. Este tipo de negociación está restringida a las acciones domésticas. Para estas negociaciones existen tres sesiones diarias: 8:20-9:00AM, 11:00-12:00PM y de 15:00-16:30PM.

## Liquidación y compensación
Las tareas de compensación y liquidación resultantes de las operaciones de mercado, son llevadas a cabo por dos empresas independientes. 
La compensación, es decir, el balanceo individual de cada agente que determina la cantidad de acciones que al final de la jornada compra, vende y guarda, lo realiza la corporación JSCC o Japan Securities Clearing Corporation. Esta empresa es común a las seis bolsas niponas, ya que las seis están interconectadas. Por lo tanto, su trabajo es determinar los saldos y movimiento de acciones entre las diferentes partes y agentes y transmitir esa información a los liquidadores.
La liquidación es el traspaso efectivo, el cambio de manos, de unos individuos, (vendedores) hacia otros (los compradores). Las funciones propias de la liquidación son llevadas a cabo por la empresa JASDEC o Japan Securities Depository Center. Inc. Y estas funciones son
- Custodiar los saldos de acciones de los agentes participantes, y ejecutar las transferencias de unos a otros de acuerdo a las anotaciones en cuenta y a la información que le suministra l JSCC.
- Otorga los permisos para la posesión directa de acciones.
- Eliminar los riegos de comportamiento oportunista inherentes al intercambio.
- Asegurar el crédito de los participantes. Establecer garantías en caso de incumplimiento o impago.

## Problemas tecnológicos
La bolsa sólo pudo operar durante 90 minutos el 1 de noviembre de 2005, debido a fallos en un sistema de transacciones recién instalado, desarrollado por Fujitsu, que debía ayudar a hacer frente a un mayor volumen de operaciones. La interrupción de la negociación fue la peor de la historia de la bolsa hasta el 1 de octubre de 2020. La negociación se suspendió durante cuatro horas y media.
Durante la oferta pública inicial del gigante de la publicidad Dentsu, en diciembre de 2001, un operador de UBS Warburg, el banco de inversión suizo, envió una orden para vender 610.000 acciones de esta empresa a 1 yen cada una, cuando su intención era vender 1 acción a 610.000 yenes. El banco perdió 71 millones de libras esterlinas.
Durante otra oferta pública inicial, la de J-Com, el 8 de diciembre de 2005, un empleado de Mizuho Securities Co., Ltd. tecleó por error una orden para vender 600.000 acciones a 1 yen cada una, en lugar de una orden para vender 1 acción a 600.000 yenes. Mizuho no detectó el error; la Bolsa de Tokio bloqueó inicialmente los intentos de cancelar la orden, lo que provocó una pérdida neta de 347 millones de dólares a repartir entre la Bolsa y Mizuho. Ambas empresas intentan ahora hacer frente a sus problemas: falta de comprobación de errores, falta de salvaguardias, falta de fiabilidad, falta de transparencia, falta de pruebas, pérdida de confianza y pérdida de beneficios.  El 11 de diciembre, el TSE reconoció que su sistema había fallado en la operación de Mizuho. El 21 de diciembre, Takuo Tsurushima, director ejecutivo de la TSE, y otros dos altos ejecutivos dimitieron por el asunto Mizuho.

El 17 de enero de 2006, el Nikkei 225 cayó un 2,8%, su caída más rápida en nueve meses, ya que los inversores vendieron acciones en general a raíz de una redada de la fiscalía en la empresa de Internet livedoor. La Bolsa de Tokio cerró anticipadamente el 18 de enero debido a que el volumen de operaciones amenazaba con superar la capacidad de 4,5 millones de operaciones diarias del sistema informático de la bolsa.  Esto se denominó el "shock livedoor". La bolsa aumentó rápidamente su capacidad de órdenes a cinco millones de operaciones al día.
El 1 de octubre de 2020, por primera vez en su historia, la Bolsa de Tokio tuvo que suspender la negociación de todas las acciones durante un día entero debido a un fallo técnico, lo que provocó la congelación de la compraventa. Esto se anunció minutos antes de las 9 de la mañana, cuando estaba previsto que abriera. Se descubrió que el problema estaba en "el sistema de retransmisión de información del mercado", por lo que el fallo era un problema de red, pero el Asahi Shimbun informó de que el fallo se debía a un fallo mecánico. Japan Exchange Group Inc., que gestiona la Bolsa de Tokio, dijo que la suspensión sería indefinida hasta que se resolviera el problema. Otros mercados bursátiles de Japón también suspendieron sus operaciones. La negociación normal se reanudó al día siguiente. 